# Michel Estevan
Ne doit pas être confondu avec Michel Esteban.
Michel Estevan est un footballeur puis entraîneur français, né le 28 septembre 1961 à Alger. 
Il est également licencié au sein du club de pétanque de la Boule Atomique à Orange.

## Carrière

### Origines familiales
Michel Estevan est né à Alger en Algérie française d'une mère couturière à domicile et d'un père policier. Au printemps 1962, la guerre d'indépendance l'oblige à quitter l'Algérie avec sa famille pour rejoindre Marseille puis Tarascon en juin 1962. Enfant, il accompagne régulièrement son père lors des concours de pétanque qui se produisent dans la région.

### Carrière de joueur
En 1972, il fait ses premiers pas de joueur en tant qu'avant-centre au sein du club de sa ville, le Football Club de Tarascon avant de commencer sa carrière professionnelle à l'AC Arles à un peu plus de 17 ans en 1978 alors que l'équipe évolue en Division 2. Il connaît quelques sélections de la Méditerranée. A l'âge de 18 ans, il est employé municipal dans la commune d'Arles.
En 1980, il signe au Nîmes Olympique en tant que stagiaire. L'équipe évolue en Division 1 mais elle est reléguée à l'issue de sa première saison. Après deux années passées à Nîmes, il retourne à l'AC Arles qui joue dans des divisions inférieures. Il connait une montée de D4 à D3 avant de partir pour Sète dans l'Hérault. En 1984, il retrouve la Ligue 2 avec le FC Sète pendant trois saisons. C'est là qu'il devient policier en 1985 et est nommé dans les renseignements généraux à mi-temps en parallèle de sa carrière dans le football. Il joue 54 matchs (5 buts) de championnat où le club se maintient en première partie de classement. Il joue notamment avec l'équipe de France police.
Il part ensuite pour l'Olympique avignonnais. La saison 1988-89 est pleine de succès et il est vice-champion de Division 3, il accède à la Division 2 dès la saison 1989-1990. Il joue 29 matchs et marque quatre buts et aide le club, avec des joueurs comme Abdoulaye Traoré ou Patrick Cubaynes (23 buts cette saison-là), à atteindre la 8e place du championnat. La saison 1990-1991 est du même acabit, les résultats sont bons et le club termine à la 7e place mais de gros problèmes financiers obligent la DNCG à rétrograder le club de plusieurs niveaux. Il quitte alors l'équipe et termine sa carrière en Division d'Honneur à 33 ans au Stade beaucairois en tant qu'entraîneur-joueur. Il quitte la police et devient conseiller en gestion de patrimoine.

### Carrière d'entraîneur

#### Stade beaucairois (1991-2002)
Après deux montées obtenues en onze ans, il réussit à faire monter l'équipe en National en terminant 2e du groupe B de CFA à l'issue de la saison 2001-2002.

#### FC Martigues (2002-2004)
En 2002, il prend en main le FC Martigues qui évolue en National. La présence de joueurs comme Eric Chelle, David Klein ou Tagro Baléguhé accroissent les performances du club. L'entraîneur est remplacé après 25 matchs de championnats par Roland Gransart. L'équipe est reléguée administrativement en fin de saison en CFA.
Il retrouve l'équipe de février à novembre 2004 en remplacement de Franck N'Dioro. Troisième du CFA - groupe C en juin 2004, il ne parvient pas à obtenir la montée en National. Il est finalement remplacé par son entraîneur adjoint, Patrice Eyraud en novembre 2004 pour manque de résultats.

#### AC Arles-Avignon (2005-2010)
En 2005, à la demande de Patrick Chauvin, son ami et ex-équipier, devenu président de l'AC Arles, il prend en main la destinée de l'AC Arles, en CFA 2, à cette période et obtient des résultats significatifs.
À l'issue de sa première saison, il gagne la promotion en CFA. L'année suivante, le club obtient son ticket pour le National. En National, il obtient, la première saison, une encourageante 8e place et finit, à la fin de la deuxième saison, 3e, synonyme d'accession en Ligue 2.

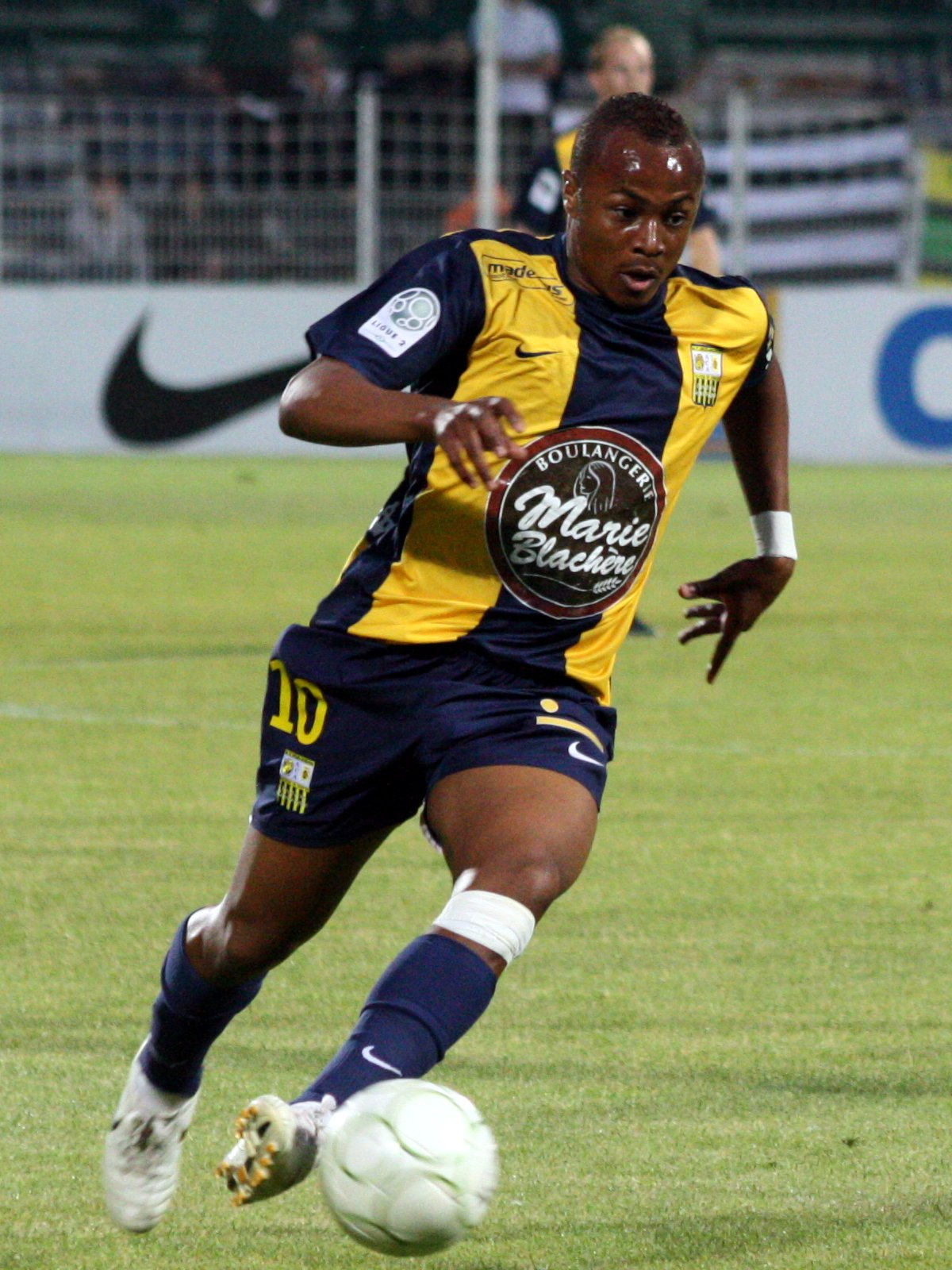
Estevan fait confiance au jeune André Ayew au milieu de terrain en Ligue 2.

Après avoir défrayé la chronique aux étages inférieurs, Michel Estevan et l'AC Arles-Avignon récidivent en Ligue 2 pour leur première saison. Le club recrute de bons joueurs revanchards comme Sébastien Piocelle, André Ayew ou Kaba Diawara. Dès son premier match, le 7 août 2009 contre Clermont Foot, l'ACA l'emporte 2 à 1 (buts de Cherrad et Diawara) et l'entame de championnat est tonitruante. Ils finissent l'année 2009 par une inattendue 3e place au classement. Si bien qu'en décembre 2009, il est élu entraîneur de l'année en Ligue 2. Le mois de février 2010 est délicat et l'ACA dégringole à la 11e place. Les performances de l'équipe lors des mois de mars et d'avril 2010 surprennent tout le monde jusqu'à la victoire contre le FC Metz du 24 avril, qui leur permet de prendre cette 3e place.
Le 14 mai 2010, avec une victoire sur Clermont Foot 1-0, l'équipe décroche la 3e place de Ligue 2, synonyme de promotion en Ligue 1. C'est la quatrième promotion en cinq saisons pour l'ancien policier et agent d'assurance. Fort de ses performances, il négocie une prolongation de contrat au club de deux ans comme manager général, un salaire de 35 000 euros et une clause de licenciement de 600 000 euros. Quelques jours plus tard, ce contrat n'est pas validé lors du conseil de surveillance par les coactionnaires de l'ACA car il provoque un déséquilibre dans les finances du club.
Il est officiellement limogé de son poste d'entraîneur le 30 juin 2010. Mais après plusieurs rebondissements, Michel Estevan retrouve son poste et conduit l'AC Arles-Avignon dans sa découverte de la Ligue 1. Cependant, après une défaite 4-0 contre le Paris Saint-Germain à la 5e journée, Marcel Salerno met fin à son statut d'entraîneur. Ses suppléants abordent le match suivant contre l'Olympique de Marseille avec une défaite 3-0. Le lendemain, le président du club annonce une procédure de licenciement à son encontre.

#### US Boulogne (2010-2011)
En ce sens, le 30 décembre 2010, il est nommé entraîneur de l'US Boulogne CO pour une durée d'un an et demi. Le club, tout juste relégué de Ligue 1, entend profiter de son expérience pour retrouver rapidement l'élite. Arrivé au club alors que celui-ci est 11e du classement général de Ligue 2, il enchaîne cinq victoires de rang (dont une face au leader manceau) et fait bondir le club à la 3e place, relançant l'USBCO dans la course pour l'accession. Le club termine finalement la saison à la 8e place. Estevan est licencié du club le 7 octobre 2011 alors que le club végète en bas de tableau après dix journées, pour sa deuxième saison à la tête du club de la Côte d'Opale. Par ailleurs, il obtient son diplôme d'entraîneur professionnel de football (DEPF) en 2011.

#### EFC Fréjus Saint-Raphaël (2012-2015)
En mai 2012, il décide de s'engager pour deux ans à l'Étoile FC Fréjus Saint Raphaël pour devenir le nouvel entraîneur du club dès le mois de juillet, évoluant en National. Après trois ans à la tête de l'équipe première et avoir terminé au pied du podium lors de sa première saison, il fait part le 11 mai 2015 de sa volonté de ne pas continuer l'aventure avec le club varois, faute d'infrastructures de haut niveau.

#### LB Châteauroux (2016-2017)
Président de l'Entente Bouliste Tarasconnaise jusqu’en 2016, il s'engage avec la Berrichonne de Châteauroux où il signe un contrat de deux ans avec pour objectif la remontée en Ligue 2 le 27 juin 2016.

#### US Montélimar (2017-2019)
En 2017, il retrouve le monde amateur en acceptant de prendre le poste d'entraîneur de l'US Montélimar en Régional 1.

#### Tours FC (2019)
En cours de saison 2018-2019, il signe en faveur du Tours FC en National.

#### AC Arles (2021-2023)
En juin 2021, il effectue son retour à l'AC Arles en Régional 2, accompagné de son adjoint Christian Pancioni. Il décide de mettre un terme à sa carrière d'entraîneur dans le football en raison de l'individualisme et des conditions de travail jugées difficiles : « L'état d'esprit ce n'est plus comme avant, maintenant ce n'est que des individualités, je ne m'y retrouve plus. [...] Entraîner le soir, en plein mistral, sans éclairage et avec un terrain plein de mottes, ce n'est plus pour moi ».

#### EFC Fréjus Saint-Raphaël (2024-2025)
En février 2024, il est nommé à la tête de l'EFC Fréjus Saint-Raphaël, douzième au classement de National 2, à la place de Julien Faubert. Il parvient à maintenir le club varois parmi le National 2. Au terme de la saison, il reste au club et devient directeur sportif.
Lors de la saison 2024-2025, il redevient l'entraîneur de l'équipe première à la suite du départ de Jean-Noël Cabezas et parvient à maintenir le club en National 2.

## Palmarès

### Joueur
- Division 3 :
  - Vice-champion en 1989 (Olympique avignonnais).
- Premier match de Division 1 le 9 septembre 1980, Paris SG 3-2 Nîmes Olympique.

### Entraîneur
- 2009 : Meilleur entraîneur de Ligue 2[19].
- Ligue 2 :
  - Troisième et accession en 2010 (AC Arles-Avignon).
- National :
  - Troisième et accession en 2009 (AC Arles-Avignon).
- Championnat de France Amateur :
  - Champion en 2007 (AC Arles-Avignon).
  - Vice-champion et accession en 2002 (Stade beaucairois).
- National 3 (CFA2) :
  - Vice-champion en 1996 (Stade beaucairois).
- Division Honneur (Languedoc-Roussillon) :
  - Champion et acession en National 3 en 1993 (Stade beaucairois).
- Coupe Gard-Lozère :
  - Vainqueur en 1994 (2-0 contre ARCC Alès), en 1999 (3-0 contre l’Olympique d’Ales) avec le Stade beaucairois[20].
- Coupe de la Ligue Languedoc Roussillon :
  - Vainqueur en 1995 (1-0 contre l'ES Uzès) avec le Stade beaucairois[20].

## Statistiques carrière d'entraîneur
| Saison               | Club                           | Division   | Matches | Place | Victoires | Nuls | Défaites | Buts pour | Buts contre | Coupe de France | Coupe de la ligue |
| -------------------- | ------------------------------ | ---------- | ------- | ----- | --------- | ---- | -------- | --------- | ----------- | --------------- | ----------------- |
| 1995-1996            | Stade beaucairois              |            | –       | –     | –         | –    | –        | –         | –           |                 |                   |
| 1996-1997            | Stade beaucairois              |            | –       | –     | –         | –    | –        | –         | –           |                 |                   |
| 1997-1998            | Stade beaucairois              | CFA gr.B   | 34      | 9e    | 9         | 15   | 10       | +37       | -37         | 6e tour         | NP                |
| 1998-1999            | Stade beaucairois              | CFA gr.B   | 34      | 4e    | 16        | 10   | 8        | +57       | -41         | 6e tour         | NP                |
| 1999-2000            | Stade beaucairois              | CFA gr.B   | 34      | 4e    | 19        | 4    | 11       | +51       | -38         | ??              | NP                |
| 2000-2001            | Stade beaucairois              | CFA gr.B   | 34      | 3e    | 16        | 10   | 8        | +59       | -46         | 6e tour         | NP                |
| 2001-2002            | Stade beaucairois              | CFA gr.B   | 34      | 2e    | 15        | 14   | 5        | +61       | -40         | 8e tour         | NP                |
| 2002-2003            | FC Martigues                   | National   | 38      | 5e    | 17        | 10   | 11       | +40       | -26         | [ 23 ]          | NP                |
| février 2004 - 2004  | FC Martigues                   | CFA gr.C   | –       | –     | –         | –    | –        | –         | –           |                 |                   |
| 2004 - novembre 2004 | FC Martigues                   | CFA gr.C   | –       | –     | –         | –    | –        | –         | –           |                 |                   |
| 2005-2006            | AC Arles                       | CFA 2 gr.D | 30      | 3e    | 14        | 11   | 5        | 48        | 26          |                 |                   |
| 2006-2007            | AC Arles                       | CFA gr.B   | 34      | 1er   | 18        | 8    | 8        | 53        | 35          |                 |                   |
| 2007-2008            | AC Arles                       | National   | 38      | 8e    | 12        | 15   | 11       | +37       | -36         | 1/8 de finale   |                   |
| 2008-2009            | AC Arles                       | National   | 38      | 3e    | 19        | 9    | 10       | +52       | -35         |                 |                   |
| 2009-2010            | AC Arles-Avignon               | Ligue 2    | 38      | 3e    | 16        | 12   | 10       | +43       | -39         | 7e tour         | Tour préliminaire |
| 2010-2011            | AC Arles-Avignon               | Ligue 1    | 5       | 20e   | 0         | 0    | 5        | +2        | -10         |                 |                   |
| 2010-2011            | US Boulogne CO                 | Ligue 2    | 19      | 8e    | 9         | 2    | 8        | +22       | -27         | 1/16 de finale  |                   |
| 2011-2012            | US Boulogne CO                 | Ligue 2    | 10      | 19e   | 1         | 6    | 3        | +10       | -13         |                 | 2e tour           |
| 2012-2013            | Étoile FC Fréjus Saint-Raphaël | National   |         |       |           |      |          |           |             |                 |                   |